# Mike Lindell
Michael James «Mike» Lindell (Mankato, Minnesota, 28 de junio de 1961) también conocido como My Pillow Guy, es un empresario, activista político conservador y teórico de la conspiración estadounidense. Es el fundador y director ejecutivo de My Pillow, una empresa de fabricación de almohadas, ropa de cama y pantuflas.
Lindell es un destacado partidario y asesor del expresidente de los Estados Unidos, Donald Trump. Después de la derrota de Trump en las elecciones presidenciales de 2020, Lindell desempeñó un papel importante al apoyar y financiar los intentos de Trump de anular el resultado de las elecciones.

## Actividad política
En agosto de 2016, Lindell se reunió con el entonces candidato presidencial republicano Donald Trump y se convirtió en un ávido partidario, llamando a Trump «el presidente más increíble que este país haya visto en la historia», luego de su victoria electoral de 2016. En un discurso en la Universidad Liberty en agosto de 2019, Lindell dijo: «Cuando me reuní con Donald Trump, me sentí como en una cita divina, y cuando salí de esa oficina decidí que iba a participar».
El 19 de octubre de 2016, Lindell asistió al debate presidencial final en Las Vegas. Habló en un mitin de campaña de Trump en Minneapolis el 6 de noviembre de 2016 y asistió a la Official Donald Watch Party el 8 de noviembre. Asistió a la toma de posesión de Trump y este le dio un broche de solapa de toma de posesión como regalo personal.
En 2017, Lindell se sentó junto a Trump en una mesa redonda de la industria en la Casa Blanca.
En un mitin en Fargo, Dakota del Norte, el 27 de junio de 2018, Trump felicitó a Lindell por su «perspicacia comercial». Lindell habló en un mitin de Trump el 4 de octubre de 2018 en Rochester, Minnesota. Lindell habló en la Conferencia de Acción Política Conservadora de 2019, en la que promovió a Trump como «el mejor presidente de la historia» y «elegido por Dios».
En 2019, Lindell se reunió con Trump y su miembro del personal sobre temas de adicción a los opioides. Estuvo allí cuando Trump firmó un proyecto de ley bipartidista que abordaba la creciente crisis de opiáceos y trataba de prevenir el abuso de opiáceos y la muerte.
En una aparición de marzo de 2020 en Fox News, Lindell dijo que las fábricas de ropa de cama de su compañía se habían reenfocado en la producción de máscaras faciales a instancias de la administración Trump. Más tarde ese mes, Lindell apareció con Trump en una conferencia de prensa sobre el coronavirus en la Casa Blanca, en la que Lindell elogió a Trump: «Dios nos dio gracia el 8 de noviembre de 2016 para cambiar el curso en el que estábamos. Dios había sido sacado de nuestras escuelas y vidas, una nación le había dado la espalda a Dios. Los animo a usar este tiempo en casa para volver a la palabra. Lea la Biblia y pase tiempo con nuestras familias».
Lindell ha considerado postularse para gobernador de Minnesota en 2022 contra el titular demócrata Tim Walz. Asistió a una reunión de la Asociación de Gobernadores Republicanos, en la que se le animó a postularse. En mayo de 2020, se convirtió en presidente de la campaña de reelección de Trump en Minnesota. En julio de 2020, Lindell dijo que estaba «99% seguro» de postularse para gobernador de Minnesota.
En noviembre de 2020, Lindell fue identificado como uno de los que pagaron la fianza del tirador de Kenosha, Kyle Rittenhouse. Lindell respondió a las acusaciones diciendo que hizo una donación a «The Fight Back Foundation Inc. para ayudar a financiar los litigios por fraude electoral, entre otras cosas» y que la historia era «noticias falsas».

## Vida personal
Lindell se ha casado dos veces. Su primer matrimonio con Karen Dickey terminó en divorcio después de unos 20 años; tiene hijos de este matrimonio. Se casó con Dallas Yocum en junio de 2013 y solicitó el divorcio a mediados de julio de 2013 después de que ella lo dejara. Lindell declaró que tenían un acuerdo prenupcial.
En enero de 2021, el Daily Mail alegó que Lindell tuvo una relación de nueve meses con la actriz Jane Krakowski entre finales de 2019 y el verano de 2020. Tanto Lindell como Krakowski negaron los rumores. Lindell contrató al abogado Charles Harder y demandó al Daily Mail por difamación el 25 de enero.
Lindell es evangélico y recibió un Doctorado Honorario en Negocios de la Universidad Liberty en 2019, por su experiencia como empresario.